# Parathalassius
Parathalassius (лат.) — род мух-зеленушек из подсемейства Parathalassiinae (Dolichopodidae). Около 15 видов. Палеарктика и Неарктика.

## Описание
Мелкие сероватые мухи длиной 1,5—4,3 мм. Обитатели песчаных прибрежных биотопов. Тело покрыто плотным бледным опушением, придающим серый или коричневато-серый вид; простернум слит с проэпистернумом, образуя прекоксальный мост; щитик с 2—3 парами краевых щетинок; лапки на вершине пятого тарсомера лишены медиального пальцевидного отростка; крыло с неотчётливой птеростигмой, анальная лопасть слабо или частично развита, ячейка dm присутствует, ячейка cua усечённая в верхней части с CuA прямой или почти прямой, жилка CuA+CuP от короткой до относительно длинной. Гипопигий шаровидный, около 1/3—1/2 длины брюшка, асимметричный, гипопигиальное отверстие не сформировано, левый вентральный эпандриальный отросток присутствует и базально сочленён, раздвоенный или неразветвлённый, вентральная доля левого сурстилуса со сложным вздёрнутым выступом, возникающим медивентрально. Правая эпандриальная ламелла не сращена с правой стороной гипандрия, дорсальная доля правого сурстилуса обычно с изломанной пренсисетой на медиальной поверхности, гипандрий рениообразный и широко вырезан сзади, где выступает фаллос, левая и правая доли постгонита сложные и выступают между дорсальными и вентральными долями сурстиларов, фаллос трубчатый и загнут вверх с вентральным шиповидным выступом у основания, семяизвергательная аподема килевидная и латерально уплощённая, гипопрокт выступает в виде пары долей под церками. Церки хорошо склеротизированы и асимметричны, правый церкус больше левого, терминалии самки частично втянуты в сегмент 5, тергит 10 медиально разделён на 2 субтреугольных гемитергита, каждый из которых несёт 2 или редко 3 уплощённых и тупоконечных акантофоритных шипа апикально

## Классификация
Род включает около 15 видов согласно ревизии проведённой в 2017 году канадскими диптерологами Скоттом Бруксом и Джеффри Каммингом (Invertebrate Biodiversity, Agriculture and Agri-Food Canada, K.W. Neatby Bldg, C.E.F., Ottawa, Ontario). Таксон был впервые описан в 1891 году австрийским энтомологом Йозефом Миком (Josef Mik, 1839—1900). Он филогенетически тесно связан с родом Microphorella.
- Parathalassius abela Brooks & Cumming, 2017[3]
- Parathalassius aldrichi Melander, 1906
- Parathalassius blasigii Mik, 1891[6]
- Parathalassius candidatus Melander, 1906
- Parathalassius dilatus Brooks & Cumming, 2017[3]
- Parathalassius infuscatus Brooks & Cumming, 2017[3]
- Parathalassius maritimus Shamshev, 1998[7]
- Parathalassius melanderi Cole, 1912
- Parathalassius midas Brooks & Cumming, 2017[3]
- Parathalassius sinclairi Brooks & Cumming, 2017[3]
- Parathalassius socali Brooks & Cumming, 2017[3]
- Parathalassius susanae Brooks & Cumming, 2017[3]
- Parathalassius ulrichi Shamshev, 1998[7]
- Parathalassius uniformus Brooks & Cumming, 2017[3]
- Parathalassius wheeleri Brooks & Cumming, 2017[3]

Parathalassius capensis Smith, 1972 был перенесён в состав рода Plesiothalassius.